# TAKE YOUR PICK
『TAKE YOUR PICK』（テイク・ユア・ピック）は、アメリカ合衆国のギタリストであるラリー・カールトンと、日本のギタリストである松本孝弘が「Larry Carlton & Tak Matsumoto」名義で発表したアルバム。2010年6月2日に発売された。

## 概要
今回の共演は、ラリーが「自分とコラボレーションしてくれるギタリスト」を探していたところ、ギブソン社から松本を紹介されたのがきっかけになっている。
収録曲のうち「JAZZY BULLETS」は2010年1月～3月に開催されたB'zのライヴツアー『B'z LIVE-GYM 2010 "Ain't No Magic"』で、松本の未発表ソロ曲として披露されていた。また、ラリー・カールトンの代表曲をリ・レコーディングした「Nite Crawler 2010」も収録している。
アルバム発売後、ライブツアー『Larry Carlton & Tak Matsumoto LIVE 2010 "TAKE YOUR PICK"』が開催された。2010年9月4日の『東京JAZZ 2010』にも出演した。
そして、本作は2011年2月13日（日本時間は14日）に開催された『第53回グラミー賞』で「最優秀インストゥルメンタル・ポップ・アルバム」を受賞。ジェラルド・アルブライトの『Pushing the Envelope』、ケニー・Gの『Heart and Soul』、ロビー・クリーガーの『Singularity』、カーク・ウェイラムの『Everything is Everything：The Music of Donny Hathaway』らの作品の中からの受賞となった。グラミー賞のボーティングメンバーであるX JAPANのYOSHIKIも本作に投票したと述べている。また、第25回日本ゴールドディスク大賞ではジャズ・アルバム・オブ・ザ・イヤーを受賞した。

## 収録曲
1. JAZZY BULLETS(4:22)
2. Nite Crawler 2010(6:09)
  - ラリーが1978年にリリースしたアルバム『Larry Carlton』（邦題・夜の彷徨）収録曲「Nite Crawler」のリ・レコーディングバージョン。
3. THE WAY WE WERE(4:58)
4. Islands of Japan(4:38)
  - 三味線のような音は打ち込みである。
5. Neon Blue(6:16)
6. Tokyo Night(4:33)
7. hotalu(4:53)
8. East West Stroll(5:31)
9. Easy Mystery(5:11)
10. ao(4:08)
  - タイトルの「ao」（アオ）は、ハワイ語で「雲」を意味する。
11. Take Your Pick(4:49)
  - アルバムタイトル曲。
12. A girl from China(5:36)

## 参加ミュージシャン
- ラリー・カールトン：ギター、作曲（#2.4.5.8.9.11)、全曲編曲
- 松本孝弘：ギター、作曲（#1.3.6.7.10.12）、全曲編曲
- 寺地秀行：全曲編曲
- ビリー・キルソン：ドラム
- マイケル・ローズ：ベース
- ジェフ・バブコ：キーボード
- マーク・ドウジット：サックス(#2.9.11)
- 渡辺ファイヤー：サックス(#1.12)
- 武田和大：サックス(#1.12)
- マイク・ヘインズ：トランペット(#2.9.11)
- 上石統：トランペット(#1.12)
- バリー・グリーン：トロンボーン(#2.9.11)
- 東條あずさ：トロンボーン(#1.12)